# Rindal
Rindal is een gemeente in de Noorse provincie Trøndelag. Tot 2019 was het deel van Møre og Romsdal.  Plaatsen binnen de gemeente zijn Øvre Rindal, Bolme en Bjørnstad. De gemeente telde in 2017 2026 inwoners. De belangrijkste weg is de RV 65, die Rindal met Surnadal en Trondheim verbindt. Omliggende gemeenten zijn Hemne, Orkdal, Meldal, Rennebu, Oppdal en Surnadal. Aan de rand van de gemeente begint de bergketen Trollheimen.
Åfjord · Flatanger · Frosta · Frøya · Grong · Heim · Hitra · Holtålen · Høylandet · Inderøy · Indre Fosen · Leka · Levanger · Lierne · Malvik ·  Melhus · Meråker · Midtre Gauldal · Nærøysund · Namsos · Namsskogan · Oppdal · Orkland · Ørland · Osen · Overhalla · Rennebu · Rindal · Røros · Røyrvik · Selbu · Skaun · Snåsa · Steinkjer · Stjørdal · Trondheim · Tydal · Verdal

Fylker van Noorwegen